# Амір Галеной
Ардешир Галеной (перс. میر قلعه‌نویی; нар. 21 листопада 1963, Тегеран, Іран) — іранський футболіст та тренер, виступав на позиції півзахисника. Головний тренер «Сепахана». Один х найуспішніших тренерів в Про-лізі Перської затоки, де тренував декілька клубів, у тому числі й «Естеґлал», «Мес», «Сепахана» та «Трактор Сазі», з двома з якими Галеной виграв 5 чемпіонських титулів та двічі тріумфував з ними у кубку Ірану. Зсерпня 2006 по липень 2007 року тренував національну збірну Ірану. Під його керівництвом команда виступала на Кубку Азії, де вибула на стадії 1/4 фіналу.

## Клубна кар'єра

### «Рах Ахан»
Ардершир Галеной народився 21 листопада 1963 року в Тегерані. Батько майбутнього футболіста, який працював таксистом, помер, коли Аміру виповнилося 13 років. Наприкінці 1970-х років, після успішного для Галеноя перегляду, розпочав футбольну кар'єру в «Рах Ахані», одному з найстаріших іранських футбольних клубів. Протягом дох років виступав за молодіжну команду, а в 1981 році Нассер Ебрагемі перевів його до дорослої команди. У команді добре зарекомендував себе, відзначився 3-а голами в кубку Хазфі, який розігрувався в Тегерані. Коли Ебрагемі очолив «Шахін» вирішив покинути клуб.

### «Шахін»
Після призначення Нассера Ебрагемі головним тренером «Шахіна», Галеной вирішив також приєднатися до команди. У клубі грав пліч-о-пліч з гравцями національної збірної Насроллою Абдоллахі, Мехді Дінварзаде та Хамідом Маджидтеймурі. Ебрагімі залишив «Шахін» у 1984 році, потім нетривалий період часу команду тренував Мехраб Шахрухі, після чого наставником клубу призначили Насроллу Абдоллахі. По завершенні кар'єри Мехді Дінварзаде став капітаном команди. Під час виступів за «Шахін», двічі ставав срібним призером Тегеранської ліги (1985, 1986). 
Востаннє у футболці «Шахіна» виходив на футбольне поле в переможному (2:0) поєдинку проти «Персеполіса», в якому відзначився двома результативним передачами. По ходу сезону 1987/88 років залишив команду та перейшов до катарського клубу «Ас-Садд».

### «Ас-Садд»
У 1987 році підписав 1,5-річний контракт з катарським клубом «Ас-Садд». Допоміг команді виграти два національні чемпіонати та один кубок Еміра Катару. Влітку 1989 року «Ас-Садд» виграв Лігу чемпіонів АФК 1988/89, обігравши у фінальному матчі «Ар-Рашид». Однак на той час Амір вже залишив команду та повернувся до Ірану, тому офіційно не вважається чемпіоном Азії.

### «Естеґлал»
У липні 1989 року повернувся до Ірану, де став гравцем «Естеґлала». Дебютував у новій команді в програному (в серії післяматчевих пенальті) поєдинку 1/4 фіналу Кубку Хазфі.
Влітку 1990 року, по завершенні свого дебютного повного (1989/90) сезону в команді, допоміг «Естеглалу» виграти національний чемпіонат. Наступного року, після майже двадцятирічної перерви, команда також виграла Лігу чемпіонів АФК (1990/91).
Через важку травму пропустив більшу частину сезону 1991/92 років. Наступного сезону клуб не зберіг свого місця в Лізі Азадеган, проте Галеноя вмовили зіграти один сезон у новоствореній Лізі 3. Напередодні старту сезону 1992/93 років провідні гравці клубу залишили команду (Ахмад Реза Абедзаде, Шахрох Баяні, Маджид Намджу-Мотлаг, Самад Марфаві, Реза Ахуді), проте Амір залишився в команді та був обраний новим капітаном. До еліти іранського футболу «Естеґлал» повернувся в сезоні 1994/95 років, за підсумками якого фінішував на 2-у місці. Наступного сезону (1995/96) Галеной відзначився 2-а голами у кубку Хазфі. В останньому для Аміра сезоні за «Естеґлал» команда успішно стартувала у Кубку володарів кубків АФК та в національних змаганнях, проте втримати хороші результати не зуміла. Головний тренер Мансур Пурхейдарі, який привів команду до чемпіонства в континентальному турнірі, був звільнений по ходу сезону, до кінця якого команду тренував Нассер Хеджазі, проте під його керівництвом «Естеґлал» посів лише 6-е підсумкове місце в національному чемпіонаті.
Протягом останніх чотирьох сезонів у кар'єрі гравця, проведених в «Естеґлалі», отримав у вболівальників прізвисько «Генерал» (завдяки видатним здібностям у керівництві команди під час кар'єри у клубі).

## Кар'єра в збірній
Вперше до складу другої збірної Ірану отримав запрошення 1985 року від Нассера Ебрахімі, тренера під керівництвом якого розпочав свій футбольний шлях та демонстрував хорошу гру. Наступного року отримав запрошення від головної збірної Ірану, у футболці якогої дебютував у поєдинку проти КНР. Незважаючи на прекрасну форму, пропустив декілька великих міжнародних турнірів. Наприклад, під час виступів за «Ас-Садд», не запросили до збірної для участі в Кубку Азії 1988, оскільки виступав за іноземний клуб. На Азійські ігри 1990 року, які проходили в Пекіні, його також не запросили, оскільки на позиції Аміра було декілька талановитих гравців. А Кубок Азії 1992 року пропустив через травму.
Знову отримав виклик до національної збірної Ірану від Алі Парвіна 1993 року й зіграв за неї 12 вересня 1993 року в поєдинку проти Боснії і Герцеговини. Також грав у фінальному раунді кваліфікації чемпіонату світу 1994 року (у Катарі), проте найкраще зіграв у поєдинках проти Японії та Північної Кореї. Востаннє футболку національної збірної одягав у Тегерані, у поєдинку проти Оману.
Протягом кар'єри отримав декілька важких травм, вперше — 1992 року, вдруге — 1996 року, саме після останньої з вище вказаних травм змушений був завершити футбольну кар'єру. Наслідки цих травм Галеной відчуває й донині, вже по завершенні кар'єри гравця йому знадобилося декілька хірургічних втручань.

### Голи за збірну
| Дата       | Місце              | Суперник | Результат | Змагання         | Голи |
| ---------- | ------------------ | -------- | --------- | ---------------- | ---- |
| 1996-06-18 | Ель-Кувейт, Кувейт | Кувейт   | 2–2       | Товариський матч | 1    |

## Кар'єра тренера

### «Кешварц» та «Барг» (Тегеран)
Пройшов 6-місячне навчання в ліверкузенському «Баєрі», а через півроку став першим іранським тренером, який побував на майстер-класі в «Манчестер Юнайтед», за підсумками якого отримав тренерську ліцензію категорії C.
У 1999 році тренував «Кешварц», проте особливих успіхів з командою не досяг. З 2001 по 2002 рік тренував «Барг» (Тегеран) з Ліги Азадеган. На тренерському містку столичного клубу набрав 31очко в 20 поєдинках, проте цього виявилося не достатньо, щоб потрапити до плей-оф за право підвищитися в класі. Проте разом з «Баргом» дійшов до фіналу кубку Хазфі, де в овертаймі з рахунком 1:2 поступився «Персеполісу».

### «Естеглал Ахваз»
Влітку 2002 року протягом 5 матчів виконував обов'язки головного тренера «Естеґлала», окрім цього допоміг команді вирати кубок Хазфі. Тому наступного сезону (2002/03) прийняв запрошення стати асистентом головного тренера «Естеґлала». Проте напередодні старту нового сезону залишив команду, а посинаючи з 5-о туру сезону 2002/03 років вже тренував «Естеглал Ахваз».
У листопаді 2002 року очолив «Естеглал Ахваз», перед Аміром було поставлене завдання уникнути вильоту до нижнього дивізіону. Проте виконати це завдання не вдалося, а колектив з Ахвазу посів останнє місце в турнірній таблиці чемпіонату. У 21-у матчі під керівництвом Галеноя «Естеглал Ахваз» набрав 24 очки. В останньому турі «Естеглал» зіграв внічию з «Малаваном», посів 11-е місце в чемпіонаті та понизився в класі.

### «Естеґлал»

#### 2003/04
Напередодні старту сезону 2003/04 років президент клубу Мохаммед Гаріб оголосив, що Амір Галеной призначений новим головним тренером «Естеґлала». На посаді головного тренера Амір замінив Мансура Пурхейдарі, в теренерському штабі якого працював помічником протягом багатьох років. В останньому турі чемпіонату «Естеґлал» поступився «Естеглалу Ахваз», команді, яку Галеной тренував у 2002 році.

#### 2004/05
Наступного сезону «Естеґлал» знову боровся за чемпіонство, проте за підсумками сезону команда посіла третє місце, поступившись срібному призеру «Зоб Ахану» лише через гіршу різницю забитих та пропущених м'ячів. Одним з найкращих поєдинків Галеноя того сезону стала перемога в Тегеранському дербі (3:2) завдяки голу на останніх хвилинах у виконанні Піруза Горбані. Нападник клубу Реза Енаяті став найкращим бомбардиром чемпіонату, а напад «Естеґлала» став найкращим серед інших команд чемпіонату.

#### 2005/06
У наступному й заключному сезоні в «Естеґлалі» під час своєї першої каденці Галеной вперше виграє титул Іранської Про-ліги, випередивши на 59 очок ПАС (Тегеран). Реза Енаяті вдруге став найкращим бомбардиром ліги, а «Естеґлалі» мав найкращий захист у чемпіонаті. По завершенні сезону Галеной залишив «Естеґлал», де замінив Бранко Іванковича на посаді головного тренера національної збірної Ірану.

#### 2008/09
Після перерви у два сезони, у травні 2008 року повернувся в «Естеґлал». Команда попереднього сезону під керівництвом Нассера Хеджазі та Фіруза Карімі продемонстрував невдалий сезон, посівши 13-е місце в чемпіонаті. Галеной очолював команду в решти матчах Кубку Хазфі, в якому «Естеґлал» виграв трофей, перемігши у фіналі «Пегах». Потім команда виграла чемпіонат завдяки перемозі в останньому турі над «Паямом» (Мешхед), а «Зоб Ахан» поступився «Фуладу». Також Араш Борхані став найкращим бомбардиром чемпіонату. «Естеґлал» невдало стартував у Лізі чемпіонів АФК, у тому числі й на груповому етапі. По завершенні сезону залишив команду після невдалої спроби домовитися про нову угоду.

#### 2012/13

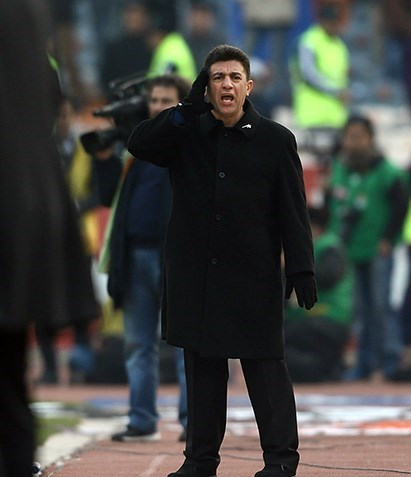
Галеной керує «Естеґлалем» під час Тегеранського дербі

Провівши один сезон у «Трактор Сазі», 29 травня 2012 року підписав 2-річний контракт з «Естеґлалем». До свого тренерського штабу Амір запросив колишнього головного тренера «Сайпи» Маджида Салеха. «Естеґлал» запрсив до команди Аміра Хоссейна Садеґі, Родріго Тосі та Сіаваша Акбарпура з «Трактор Сазі», Аміна Манушехрі з «Сайпи», Фабіу Жануаріу з «Сепахана», Джавада Некунама з «Осасуни» та Лаяма Редді з «Сіднея». Також команді вдалося зберегти провідних гравців, за виключенням Андраніка Теймуряна (пішов у «Аль-Харайтіят») та Горана Єрковича (пішов у «Бурірам Юнайтед»). У перших турах нового сезону «Естеґлал» розпочав невдало, проте після виїзної перемоги (1:0) над «Сепаханом» вийшов на перше місце в турнірній таблиці чемпіонату. Проте на зимову перерву лідером Про-ліги пішов саме «Сепахан». Під час паузи в чемпіонату до команди запросили Хассана Ашджарі, Фарзада Хатамі, Вісенте Арсе, Імана Мусаві, а в січні, після річної перерви, повернувся Фархад Маджіді. У той же час керівництво клубу відмовилося від послуг Феридуна Занді, Аміна Манушехрі, Мілада Мейдавуді, Родріго Тосія та Лаяма Редді. Другу частину сезону «Естеґлал» провів вдало, поступившись лише в останньому турі «Дамашу». У кубку Хазфі команда розпочала сезон з перемоги над «Сайпою» (4:0). 5 травня 2013 року завдяки єдиному голу Джавада Некунама у воротах «Фуладу» «Естеґлал» здобув перемогу (1:0), хавоювавши 8-й титул чемпіонат Про-ліги (та 3-й під керівництвом Аміна Галеноя). У Лізі чемпіонів столичний клуб дійшов до 1/4 фіналу, на шляху до якого випередив «Аль-Хіляль» (груповий етап) та обіграв «Аш-Шабаб» (1/8 фіналу).

#### 2013/14
Галеной залишився в «Естеґлалі», незважаючи на пропозицію зайняти ваканті посади в «Аль-Айні» та «Месі». «Естеґлал» придбав Ахмада Джамшидіана, Мохаммада Мехдіназарі, Паймана Нурі, Мохаммада Газі та Алірезу Вахедінікбахта. Повернувся з оренди Фардін Абедіні. Також команда зберегла багатьох провідних гравців, проте Моджтаба Джаббарі вирішив не продовжувати контракт та перейшов до «Сепахана». Було продано Імана Мусаві, Аббаса Мохаммадрезаеї, Фарзада Хатамі, Хассана Ашджарі, Мейсама Бау, Алі Хамуді, а Вісенте Арсе по завершення оренди повернувся в «Шарлеруа». Під час передсезонних матчів обірав «Дамаш» (Тегеран) та «Динамо» (Київ). Новий сезон розпочав виїзною перемогою (2:1) над «Гостареш Фулад». Проте неочікувано для всіх фінішував на скромному 5-у місці в іранській Про-лізі, а в Лізі чемпіонів припинив боротьбу по завершенні групового раунду. У півфіналі кубку Хазфі поступився скромному «Месу».

#### 2014/15
Напередодні сезону Галеной пообіцяв нову трансферну політику «Естеґлала», яка полягала в підписанні випускників власної футбольної академії (аналогічної політики він дотримувався ще в 2003 році). По завершенні сезону звільнений з займаної посади, оскільки ставка на власних виконавців не спрацювала (у Про-лізі команда продемонструвала ще гірший результат, 6-а підсумкова позиція).

### Збірна Ірану
17 липня 2006 року ФФІРІ оголосила, що Амір Галеной замінить на посаді головного тренера національної збірної Ірану Бранко Іванковича. У першому раунді кваліфікації Іран випередив на 2 очки Південну Корею, а за підсумками фінального раунду групового етапу, який проходив у Малайзії, фінішував першим. Проте у 1/4 фіналу кубку Азії 2007 поступився в серії післяматчевих пенальті Південній Кореї та вибув з турніру. Після цього на Галеноя посипалася критика з боку іранських ЗМІ. Після тривалого періоду суперечок в іранській федерації було вирішено, що контракт з Еміром продовжувати не варто, тому протягом декількох місяців національну команду тренував виконувач обов'язків головного тренера.

### «Мес»
Незважаючи на пропозицію від переможця Вищої ліги Узбекистану «Пахтакор» (Ташкент), 1 січня 2008 року підписав контракт до завершення сезону 2007/08 з представником іранської Про-ліги «Мес». За підсумками другої частини сезону «Мес» опинився серед найкращих клубів чемпіонату, проте в підсумку посів місце в нижній частині турнірної таблиці, а Галеноя звільнили з займаної посади.

### «Сепахан»

#### 2009/10
Вліку 2009 року очолив «Сепахан». Разом з командою вдруге поспіль виграв іранський чемпіонат, проте вдруге почпіль не зміг вийти до 1/8 фіналу Ліги чемпіонів.

#### 2010/11
Напередодні старту сезону 2010/11 років продовжив угоду з клубом, за підсумками якого втретє поспіль виграв Про-лігу (у тому числі й вдруге поспіль власне з «Сепаханом»). «Сепахан» вдало розпочав виступи в Лізі чемпіонів, де на шляху до 1/4 фіналу в 7-и матчах здобув 5 перемог. Проте після цього посварився з новим головою Ради директорів клубу й 4 червня 2011 року залишив команду, незважаючи а те, що вивів «Сепахан» до 1/4 фіналу Ліги чемпіонів з найкращими показниками серед клубів Західної Азії.

### «Трактор Сазі»

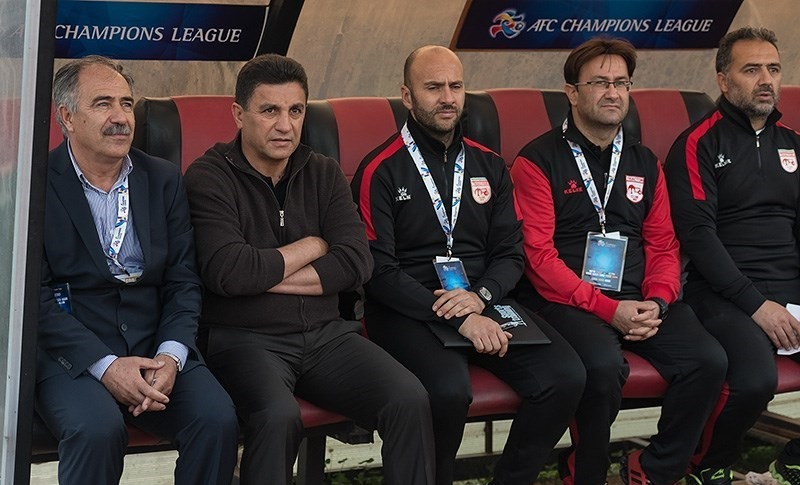
Амір Галеной під час роботи в тренерському штабі «Трактор Сазі»

#### 2011/12
13 червня 2011 року призначений новим головним тренером «Трактор Сазі». Він привів команду до срібних нагород Про-ліги сезону 2011/12 років, поступившись одним очком переможую, своєму колишньому клубу — «Сепахану», а також вперше в історії вивів клуб у Лігу чемпіонів АФК. 

#### 2015/16
9 грудня 2015 року повернувся до «Трактор Сазі», підписавши з клубом 1,5-річний контракт.

### Клубна статистика
Нижче наведені статистичні дані, які включають усі офіційні матчі на клубному рівні з моменту, коли Галеной розпочав тренувати колективи з вищого дивізіону іранського чемпіонату (з 2000 року): Про-ліга, Кубок Хазфі та Ліга чемпіонів АФК.
Станом на 16 січня 2020
| Команда          | З             | По             | Рекорд | Рекорд | Рекорд | Рекорд | Рекорд                     | Рекорд | Рекорд | Рекорд |
| Команда          | З             | По             | Іг     | В      | Н      | П      | % перемог                  | ЗМ     | ПМ     | +/-    |
| ---------------- | ------------- | -------------- | ------ | ------ | ------ | ------ | -------------------------- | ------ | ------ | ------ |
| «Естеґлал»       | червень 2002  | червень 2002   | 5      | 3      | 1      | 1      | 60,00 \|\|12\|\|9\|\|+3    |        |        |        |
| «Естеглал Ахваз» | листопад 2002 | червень 2003   | 21     | 5      | 9      | 7      | 23,81 \|\|18\|\|20\|\|−2   |        |        |        |
| «Естеґлал»       | липень 2003   | липень 2006    | 95     | 52     | 31     | 12     | 54,74 \|\|163\|\|92\|\|+71 |        |        |        |
| «Мес»            | січень 2008   | травень 2008   | 17     | 7      | 7      | 3      | 41,18 \|\|20\|\|12\|\|+8   |        |        |        |
| «Естеґлал»       | травень 2008  | червень 2009   | 45     | 21     | 15     | 9      | 46,67 \|\|90\|\|47\|\|+43  |        |        |        |
| «Сепахан»        | липень 2009   | червень 2011   | 86     | 47     | 26     | 13     | 54,65 \|\|155\|\|72\|\|+83 |        |        |        |
| «Трактор Сазі»   | липень 2011   | червень 2012   | 35     | 19     | 10     | 6      | 54,29 \|\|57\|\|32\|\|+25  |        |        |        |
| «Естеґлал»       | червень 2012  | червень 2015   | 121    | 64     | 32     | 25     | 52,89 \|\|165\|\|99\|\|+66 |        |        |        |
| «Трактор Сазі»   | грудень 2015  | травень 2017   | 62     | 35     | 16     | 11     | 56,45 \|\|104\|\|53\|\|+51 |        |        |        |
| «Зоб Ахан»       | червень 2017  | червень 2018   | 36     | 17     | 11     | 8      | 47,22 \|\|51\|\|38\|\|+13  |        |        |        |
| «Сепахан»        | червень 2018  | теперішній час | 52     | 28     | 20     | 4      | 53,85 \|\|95\|\|34\|\|+61  |        |        |        |
| Загалом          | Загалом       | Загалом        | 571    | 297    | 175    | 97     | 52.01                      | 935    | 505    | +430   |

#### Тренер «Естеґлала»

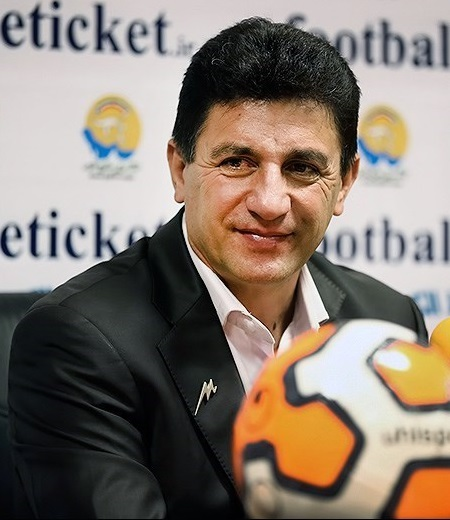
Амір Галеной на посаді головного тренера «Естеґлала» під час прес-конференції напередодні матчу Тегеранського дербі

| Турнір    | Матчі | Перемоги | Нічиї | Поразки | ЗМ  | ПМ  |
| --------- | ----- | -------- | ----- | ------- | --- | --- |
| Чемпіонат | 212   | 113      | 67    | 35      | 330 | 198 |
| Кубок     | 43    | 33       | 5     | 5       | 104 | 30  |
| ЛЧА       | 24    | 9        | 8     | 7       | 33  | 27  |
| Загалом   | 265   | 138      | 81    | 46      | 422 | 246 |

### Статистика у національній команді
| Національна збірна | З            | По          | Досягнення | Досягнення | Досягнення | Досягнення | Досягнення                | Досягнення | Досягнення | Досягнення |
| Національна збірна | З            | По          | Іг         | В          | Н          | П          | % перемог                 | ЗМ         | ПМ         | +/-        |
| ------------------ | ------------ | ----------- | ---------- | ---------- | ---------- | ---------- | ------------------------- | ---------- | ---------- | ---------- |
| Іран               | серпень 2006 | липень 2007 | 17         | 10         | 6          | 1          | 58,82 \|\|30\|\|12\|\|+18 |            |            |            |
| Загалом            | Загалом      | Загалом     | 17         | 10         | 6          | 1          | 58.82                     | 30         | 12         | +18        |

## Досягнення

### Як гравця
«Рах Ахан»
- Кубок Ірану
  -  Фіналіст (1): 1980

«Шахін»
- Тегеранська ліга
  -  Срібний призер (2): 1985, 1986

«Естеґлал»
- Клубний чемпіонат Азії
  -  Чемпіон (1): 1990/91
  -  Срібний призер (1): 1991/92

- Про-ліга Ірану
  -  Чемпіон (1): 1989/90
  -  Срібний призер (2): 1991/92, 1994/95

- Кубок Хазфі
  -  Володар (1): 1995/96
  -  Фіналіст (1): 1990/91

- Тегеранська ліга
  -  Чемпіон (1): 1991
  -  Срібний призер (2): 1989, 1990

«Ас-Садд»
- Ліга зірок Катару
  -  Чемпіон (1): 1987/88

- Кубок Еміра Катару
  -  Володар (1): 1988

### Як тренера
«Естеґлал»
- Про-ліга Ірану
  -  Чемпіон (3): 2005/06, 2008/09, 2012/13
  -  Срібний призер (1): 2003/04

- Кубок Хазфі
  -  Володар (2): 2001/02, 2007/08
  -  Фіналіст (1): 2003/04

«Сепахан»
- Про-ліга Ірану
  -  Чемпіон (2): 2009/10, 2010/11
  -  Срібний призер (1): 2018/19

«Трактор Сазі»
- Про-ліга Ірану
  -  Срібний призер (1): 2011/12

- Кубок Хазфі
  -  Фіналіст (1): 2016/17

«Зоб Ахан»
- Про-ліга Ірану
  -  Срібний призер (1): 2017/18

### Індивідуальні відзнаки
- Найкращий тренер року в Азії (2007, друге місце)
- Найкращий тренер року в Ірані (5): 2006, 2010, 2011, 2013, 2018
- Найкращий тренер сезону за версією ФФІРІ (1): 2012/13
- Найкращий тренер місяця за версією щотижневої газети «Навад» (5): січень 2018, квітень 2018, травень 2018, вересень 2018, жовтень 2018